# Kloosterkerk van Sorø
De Kloosterkerk van Sorø  (Deens: Sorø klosterkirke) was de kloosterkerk van een voormalige cisterciënzer abdij op het eiland Seeland in Denemarken. Tegenwoordig is de kerk een lutherse parochiekerk.

## Geschiedenis van het klooster

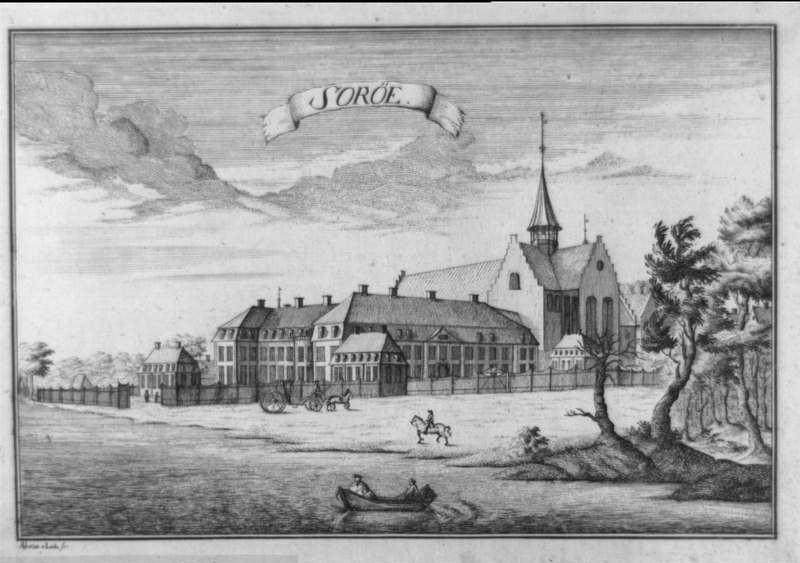
De conventsgebouwen in de 18e eeuw vogens een kopergravure van Alexia de Lode (1737-1765)

Het klooster werd in het midden van de 12e eeuw als een benedictijns klooster gesticht en in 1161 op verzoek van bisschop Absalon van Roskilde door cisterciënzers van het klooster Esrom overgenomen. Sorø ontwikkelde zich tot het belangrijkste cisterciënzer klooster van het land en vanuit Sorø werden de kloosters Ås (tegenwoordig in Zweden) en Knardrup gesticht.
De kloostergebouwen vielen met uitzondering van de kerk in 1217 ten prooi aan vlammen. Het vervolgens nieuw gebouwde klooster brandde ten slotte in 1813 ook af. Slechts de kloosterpoort bleef bewaard, hetgeen tegenwoordig behoort tot de oudst bewoonde huizen in Denemarken. Hier schreef Saxo Grammaticus in de middeleeuwen zijn beroemde kroniek Gesta Danorum.
Na de reformatie werd het katholieke klooster als een luthers convent voortgezet, in 1586 werd er een school gevestigd, in 1623 een ridderacademie, die tegenwoordig nog als middelbare school met een internaat bestaat: de Sorø Akademi.
Tegen het einde van de 16e eeuw werd in Sorø een geschrift van de destijds in de vergetelheid geraakte middeleeuwse kroniek Gesta Hammaburgensis ecclesiae pontificum van Adam van Bremen ontdekt, tegenwoordig een van de belangrijkste geschiedsbronnen voor Noord-Europa.

## Kloosterkerk
De torenloze, 70 meter lange kerk is een oorspronkelijk vlak gedekte drieschepige basiliek met een dwarsschip en een drie traveeëen tellend koor. Na de brand van 1247 kreeg de kerk overwelving. De gewelfbogen rusten op korte zuilen. De zijschepen en kapellen bezaten vanaf het begin reeds gewelven.
Boven de viering bevindt zich een herhaaldelijk vernieuwde dakruiter.
De kerk bezit een groot aantal epitafen en grafmonumenten. Hieronder bevindt zich het graf van de stichter van het klooster: bisschop Absalon. In de kerk zijn ook leden van het Deense koningshuis ter ruste gelegd. Ook de Deense dichter Ludvig Holberg vond hier zijn laatste rustplaats.
In de kerk bevindt zich een triomfkruis van de gotische beeldhouwer Claus Berg.

## Afbeeldingen

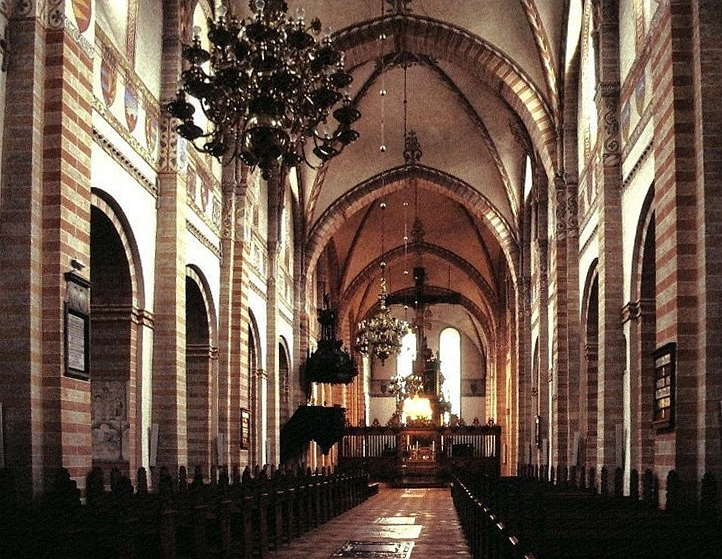
Middenschip
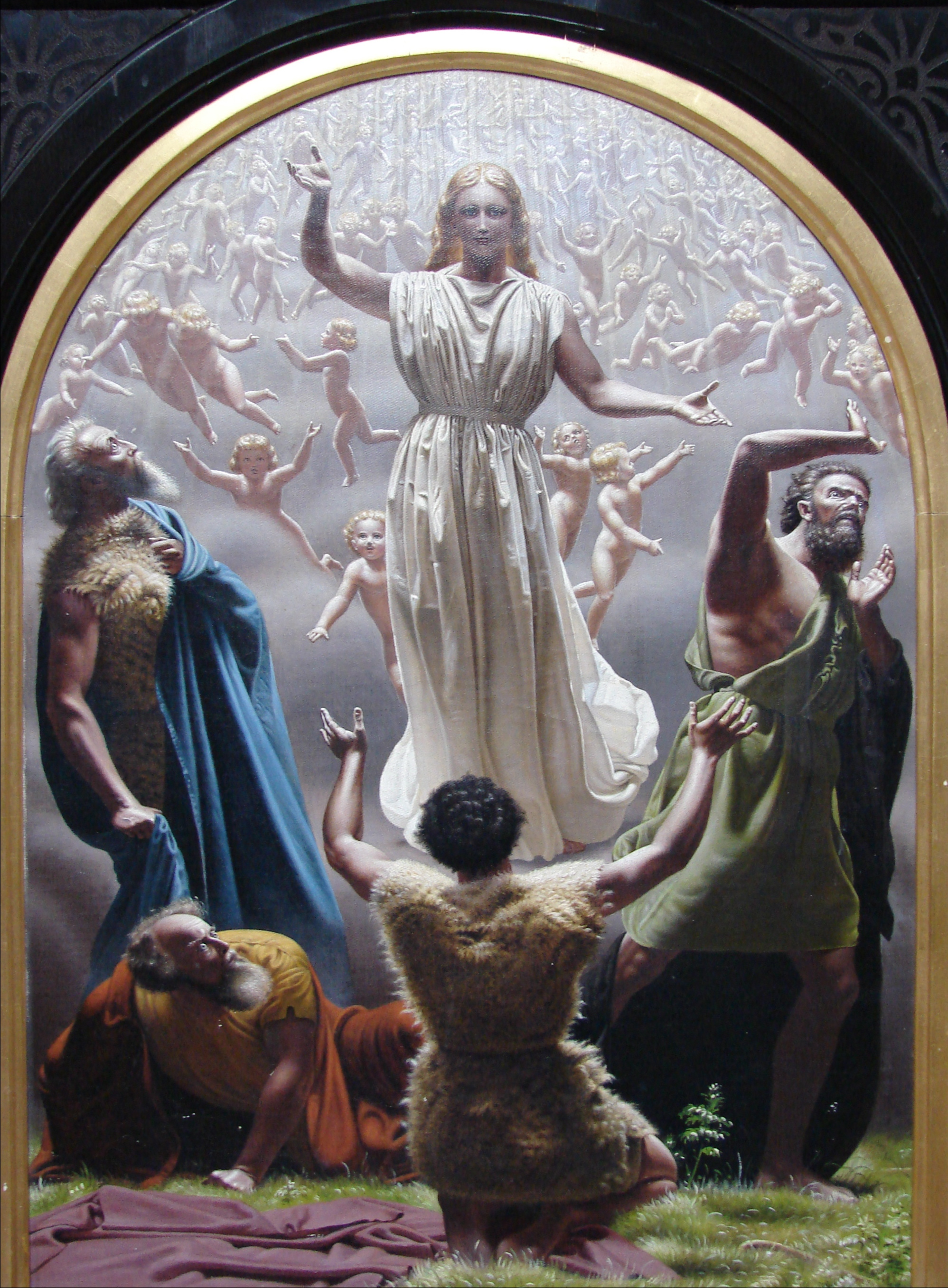
Schilderij van de engelen die de geboorte van Christus aankondigen van Christen Dalsgaard (1824-1907)
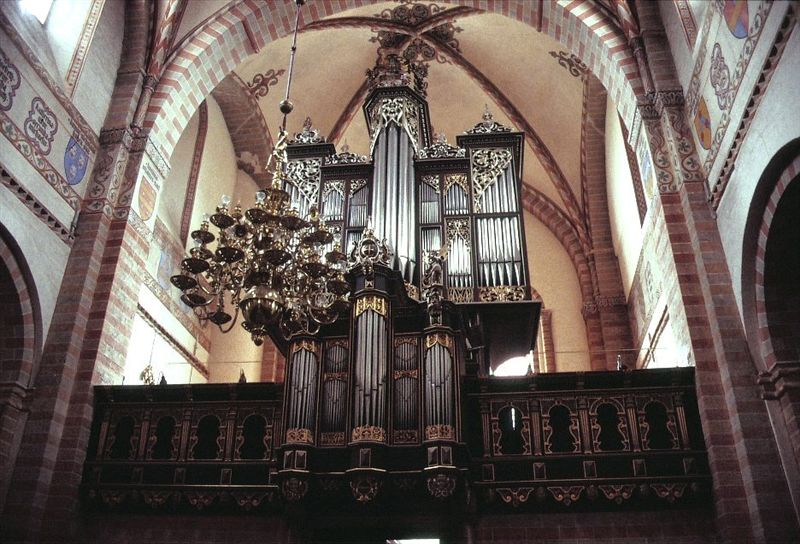
Orgel
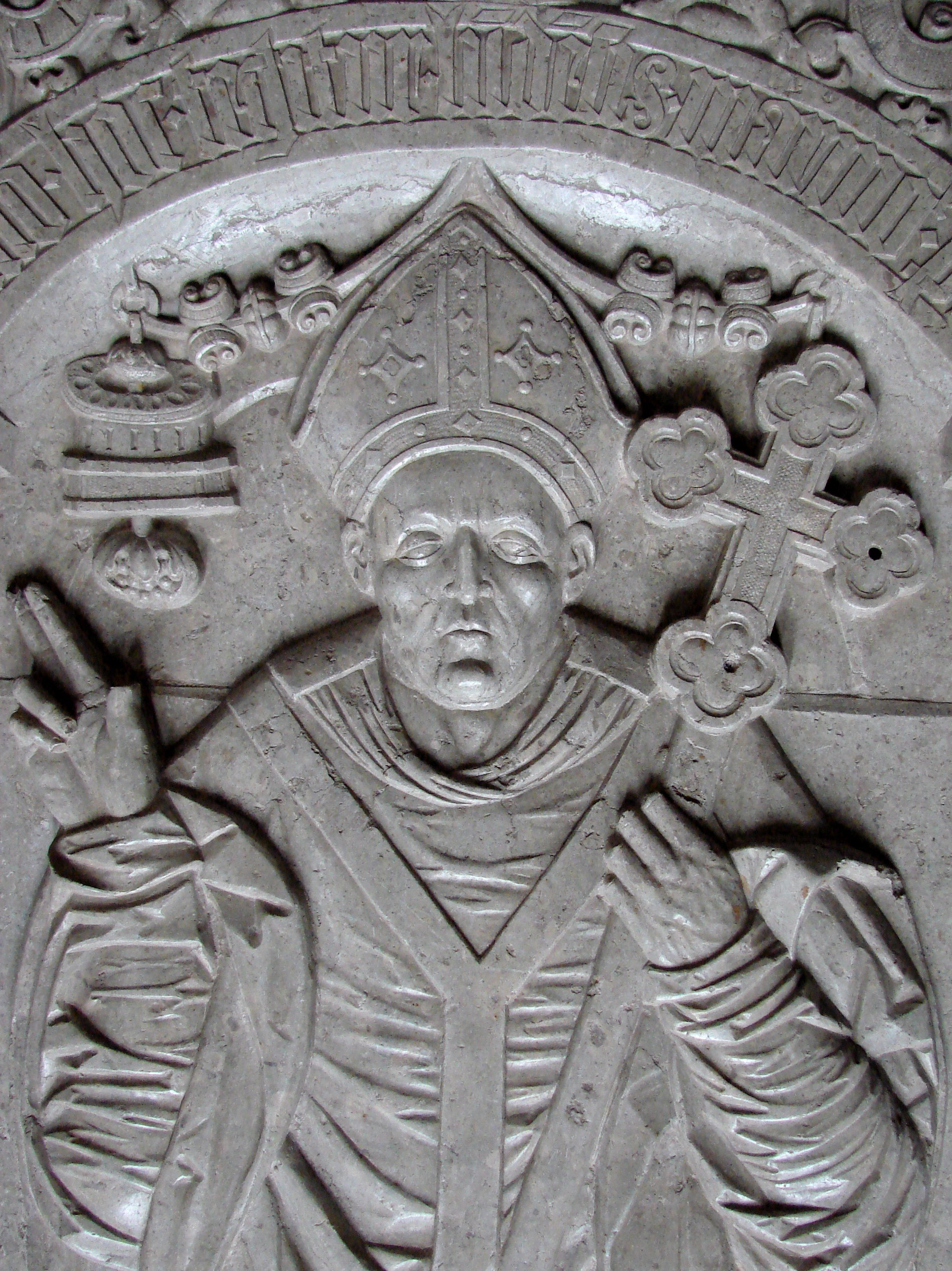
Deteail graf bisschop Absalon
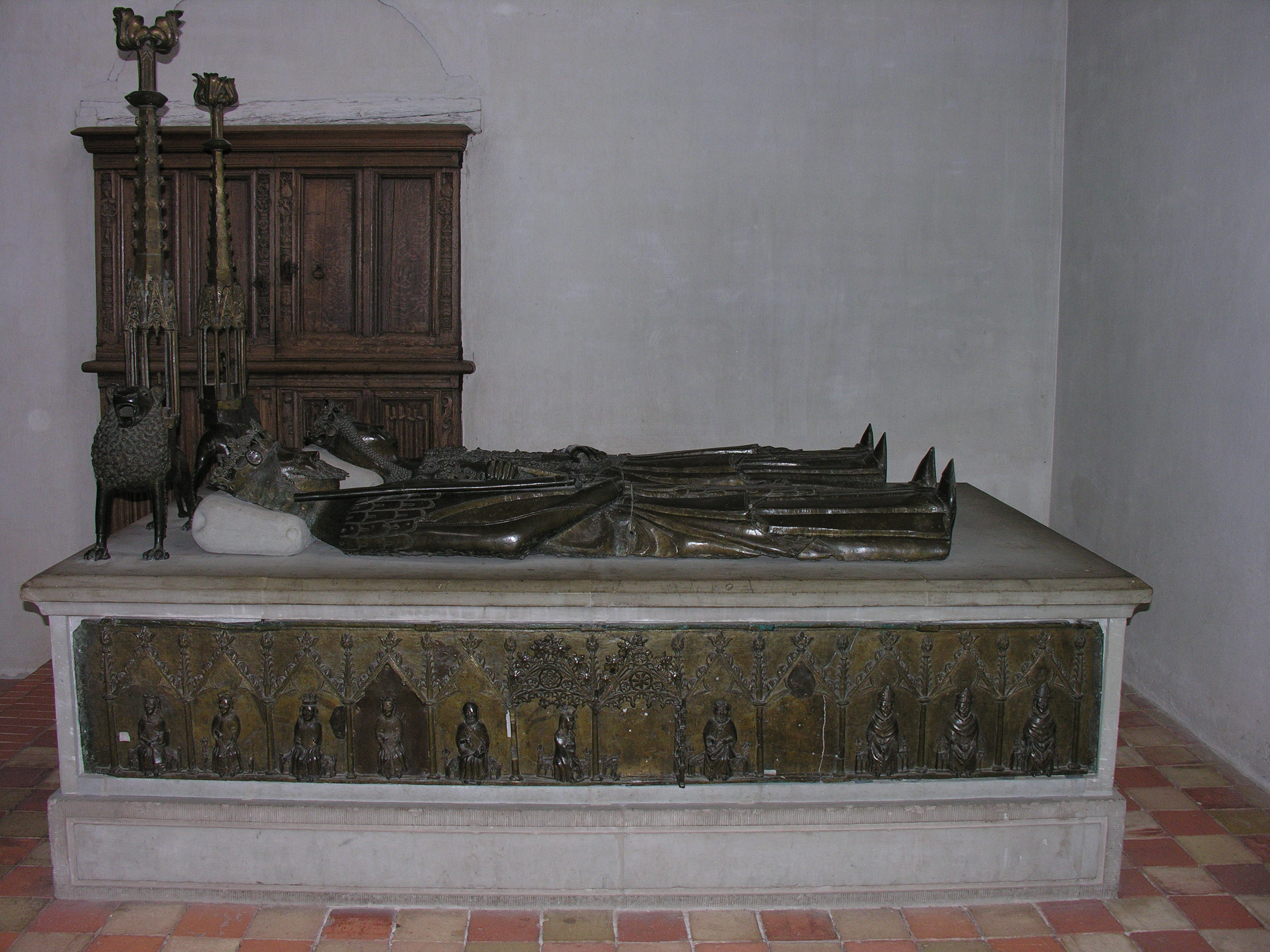
Graf Christoffel II van Denemarken en Euphemia van Pommeren